# Primo tono cardiaco
Durante l'esame obiettivo tramite auscultazione si valutano i toni cardiaci: il primo tono manifesta l'inizio della sistole e coincide con la chiusura delle valvole mitrale e tricuspide.

## Componenti
Il primo tono è composto da due componenti: quella iniziale è di facile individuazione (al momento della chiusura della valvola mitrale) mentre la seconda la cui presenza non è certa è di difficile ascolto dal medico.

## Patologie correlate
All'auscultazione può apparire:
- Rinforzato, segno di possibile stenosi mitralica, intervallo PR accorciato (considerato tale se minore di 160 msec), ipertensione, ipertiroidismo
- Debole, segno di possibile scompenso cardiaco, insufficienza mitralica ed aortica, infarto del miocardio, fibrosi miocardica, enfisema polmonare, intervallo PR allungato (considerato tale se maggiore di 200 msec), blocco di branca sinistra, ipotiroidismo, pericardite con versamento.